# (466334) 2013 RJ26
(466334) 2013 RJ26 es un asteroide perteneciente al cinturón de asteroides, descubierto el 24 de abril de 2004 por el equipo Spacewatch desde el Observatorio Nacional de Kit Peak (Arizona, Estados Unidos).